# Loncin
Loncin Holdings, Ltd (čínsky v českém přepisu Lung-sin, pchin-jinem Lóngxīn, znaky 隆鑫) je čínská firma z Čchung-čchingu vyrábějící motocykly. Vyrábí skútry, silniční motocykly nebo pitbiky. Jejich prémiová značka pro evropsky trh je VOGE.
Některé typy vyráběných motocyklů:
- Loncin XM125
- Loncim XM225
- Loncin Spitzer
- jejich prémiova znacka VOGE, 650DS, 500DS, 500 AC, 500R, 300DS, 300AC, 300R, 500DSX, 525DSX, 900DSX